# Mimasyngenes quiuira
Mimasyngenes quiuira là một loài bọ cánh cứng trong họ Cerambycidae.